# Savio Hon Tai-Fai

Wappen von Erzbischof Savio Hon Tai Fai

Savio Hon Tai-Fai SDB (chinesisch 韓大輝 / 韩大辉, Pinyin Hán Dàhuī, kantonesisch Hon Daaifai; * 21. Oktober 1950 in Hongkong) ist ein chinesischer Geistlicher, römisch-katholischer Erzbischof und Diplomat des Heiligen Stuhls.

## Leben
Savio Hon Tai-Fai trat in die Ordensgemeinschaft der Salesianer Don Boscos ein. Er legte am 15. August 1969 die zeitliche und am 15. August 1975 die ewige Profess ab. Er empfing am 17. Juli 1982 das Sakrament der Priesterweihe für das Bistum Hongkong.
Savio Hon Tai-Fai erwarb an der Universität London ein Baccalauréat im Fach Philosophie und wurde an der Päpstlichen Universität der Salesianer in Rom im Fach Katholische Theologie promoviert. Er war Sekretär der Salesianer-Provinz für China, Rektor des Provinzial-Hauses, Delegat der chinesischen Ordensprovinz für soziale Kommunikation, Moderator und Präsident einiger Kapitel der chinesischen Salesianer-Provinz, Vize-Provinzial und schließlich Provinzial der Salesianer-Provinz für China. Zudem war Savio Hon Tai-Fai Delegat bei einigen Generalkapiteln der Salesianer Don Boscos. 2002 war Hon Tai-Fai Moderator beim Generalkapitel der Salesianer Don Boscos.
Am Priesterseminar des Bistums Hongkong hatte er die Professur für Dogmatik und Fundamentaltheologie inne. Zudem hatte er mehrere Gastprofessuren an verschiedenen Priesterseminaren in China.
Am 23. Dezember 2010 ernannte ihn Papst Benedikt XVI. zum Titularerzbischof von Sila und bestellte ihn zum Sekretär der Kongregation für die Evangelisierung der Völker. Die Bischofsweihe spendete ihm Benedikt XVI. am 5. Februar 2011 im Petersdom; Mitkonsekratoren waren Kardinaldekan Angelo Sodano und Kardinalstaatssekretär Tarcisio Bertone SDB. Am 21. September 2013 wurde er von Papst Franziskus dauerhaft im Amt des Sekretärs der Kongregation für die Evangelisierung der Völker bestätigt. Zugleich war er von 2010 bis 2017 Vize-Groß-Kanzler der römischen Päpstlichen Universität Urbaniana.
Savio Hon Tai-Fai war Verantwortlicher für die Übersetzung des Katechismus der Katholischen Kirche ins Chinesische.
Bereits seit 1999 ist er Mitglied der Päpstlichen Akademie für Theologie, seit 2004 Mitglied der Internationalen Theologischen Kommission und seit 2012 Mitglied des Päpstlichen Rates zur Förderung der Einheit der Christen.
Im Namen des Papstes wirkte Erzbischof Tai-Fai vom 6. Juni bis 31. Oktober 2016 als Apostolischen Administrator sede plena der Erzdiözese Agaña.
Am 28. September 2017 ernannte ihn Papst Franziskus zum Apostolischen Nuntius in Griechenland. Am 24. Oktober 2022 erfolgte die Ernennung zum Apostolischen Nuntius in Malta. Am 18. Mai 2023 wurde er zusätzlich zum Apostolischen Nuntius in Libyen ernannt.